# Thales Australia
Thales Australia (artigamente ADI Limited) é uma contratante de defesa para a Força de Defesa Australiana, baseada na Austrália.

## Serviços
Em anos anteriores, ADI foi o único contratante de defesa na Austrália, embora isso tenha mudado com a criação da empresa Tenix Group, Tenix Defense.
ADI estava baseada na Base Naval da Ilha do Jardim em Sydney, embora também tenham mantido uma R&D/Instalação de Produção Personalizada em Brisbane. Em 2004 eles solicitaram a Comissão Australiana de Igualdade de Oportunidades para excluir trabalhadores de determinadas nacionalidades por razões de segurança.
Em Outubro de 2006, o governo federal permitiu Transfield Holdings vender sua participação de 50% na ADI para as participações australianas Thales Group, o ramo australiano da empresa de engenharia militar francesa. Todas as operações ADI foram assumidas pela empresa, que agora é conhecida como Thales Australia.